# Pubis angelical (película)
 Pubis angelical es una película argentina filmada en Eastmancolor estrenada el 12 de agosto de 1982. 
Dirigida por Raúl de la Torre. Escrita por Raúl de la Torre, Manuel Puig, según la novela homónima de Manuel Puig. Protagonizada por Alfredo Alcón, Graciela Borges y Pepe Soriano. Coprotagonizada por China Zorrilla, Nora Cullen y Arturo García Buhr. También, contó con la actuación especial de Silvia Pinal.
El director de fotografía fue Juan Carlos Desanzo.

## Sinopsis
En un hospital de México, una mujer argentina está internada. La película refiere sus fantasías nocturnas como estrella de cine o prostituta y en su lucidez evoca un frustrado matrimonio y el abandono de su hija.

## Reparto
- Alfredo Alcón …Pozzi / Oficial húngaro / Thea / Galán / LZ44 / Anciano campesino / Soldado ciego
- Graciela Borges …Ana / Ella / W218 / Dorita
- Pepe Soriano …Alejandro López Castañón / Productor de cine / Esposo de Ana / Anciano
- Silvia Pinal …Beatriz
- Nora Cullen …Madre de Alejandro / Comensal boite fantasía
- China Zorrilla …Madre de Ana / Comensal en boite / Despojo en cárcel
- Arturo García Buhr …Padre de Ana
- Alfredo Zemma
- Cristina Allende
- Juan Carlos Puppo
- Rosa Weber de Tojo
- Adriana Parets
- Armando Capó
- Ricardo Jordán
- Marisol Dinucci
- Verónica Llinás
- Natán Solans
- Fernando Madanes
- Daniel Lago
- Susana Nova
- Marta Monteagudo
- Graciela Figueroa
- Miriam Magalí
- Cecilia Sada
- Alejandro Libertella
- Diana Burstyn
- Adrián Beyro
- Tony Lestingi
- Mario Martínez
- Roberto Blanasco
- Claudio Garrido
- Carlos Vega
- Elba Cerrato Plá
- Gianna Giannini
- Rafael Rinaldi
- Juan Esparrach
- Hugo Gregorini
- Rubén Estrella
- Max Berliner
- Néstor Francisco
- Fernando Di Leo
- Maggie Fontán
- Oscar López
- Isabel Gregorini
- Carlos Verón
- Aito Pelleschi
- Lilian Riera

## Censura preestreno
La novela de Puig había tenido éxito comercial, y los fondos para realizar una película sobre la misma fueron obtenidos con facilidad, pero algo ocurría porque su estreno se demoraba. Sin duda, la titulación elegida por Puig —que antes había publicado El beso de la mujer araña y Boquitas pintadas— tenía que provocar cada vez más susceptibilidades en las esferas de la última dictadura cívico-militar (1976–1983), que venía de fracasar en la Guerra de las Malvinas. Cuando algunos periodistas intentaron averiguar en el Ente de Calificación el porqué de la demora, no encontraron respuesta.
En esa misma época un periodista le preguntó su opinión al respecto del demorado estreno al infame censor Miguel Paulino Tato, que había sido el anterior jefe retirado del Ente, y quien dio el motivo por el cual él no hubiera autorizado la exhibición: :

«Porque jamás se debe dejar pasar un título semejante. Una película con ese título tiene que ser una barbaridad y el Estado argentino no puede gastar plata en semejantes bodrios».

## Comentarios
Rómulo Berruti escribió:

«En lo interpretativo…brinda trabajos estimulantes.»

La Nación opinó:

«La película resulta incoherente y confusa…el generoso despliegue escenográfico ayuda por momentos a crear una atmósfera de sugestión y misterio.»

Clarín dijo:

«Una historia pueril de la política argentina.»

Manrupe y Portela escriben:

«Pretencioso, inconexo y con una anécdota infantil, es uno de los primeros films del proceso en hablar del peronismo y la subversión.»